# 果阿宗教裁判所
果阿宗教裁判所（葡萄牙語：Inquisição de Goa，葡萄牙語發音：[ĩkizɨˈsɐ̃w dɨ ˈɣoɐ]）是葡萄牙宗教裁判所在葡屬印度的延伸。其目標是加強天主教的正統性和對教宗的效忠。果阿宗教裁判所迫害印度教徒並摧毀印度教寺廟，以實現皈依。
宗教裁判所主要針對被指控秘密信奉其先前宗教的新基督徒，以及被指控參與16世紀新教革命的「舊基督徒」（葡萄牙語：cristão-velho）。 罪犯中還包括涉嫌不正常性行為（如肛交、口交、人獸交等）的人，他們受到了嚴厲的懲罰。
宗教裁判所於1560年設立，1774年至1778年間被短暫抑制，此後一直持續到1812年才被廢除。 強迫皈依導致了秘密印度教徒的現象（在冒充基督徒的同時秘密信奉印度教），被指控的人被監禁；根據刑事指控，如果定罪甚至可能被判處死刑。 審判官也扣押並燒毀了所有用梵文、荷蘭語、英語或孔卡尼語寫的書籍，懷疑它們包含異端或新教材料。
葡萄牙帝國在亞洲的目標是鎮壓伊斯蘭教、傳播天主教、貿易香料。 葡萄牙人受到傳教熱情和不寬容的引導，例如 Roberto de Nobili（綽號“白婆羅門”）的馬杜拉（Madura）傳教團，以及前往莫臥兒皇帝阿克巴大帝宮廷的耶穌會傳教團，以及宗教裁判所強迫Malankara教會屈服於天主教會。
從 1561 年宗教裁判所開始到 1774 年暫時廢除，大約有 16,000 人被指控。 1812年果阿宗教裁判所被廢除時，果阿宗教裁判所的大部分紀錄被焚毀。 因此不可能知道受審人數以及他們所受到的懲罰的確切人數。 倖存的少數記錄顯示，至少 57 人因宗教犯罪被處決，另外 64 人的肖像被焚燒，因為他們在宣判前已經死在監獄裡。
向當地神靈供奉等行為被視為巫術；這成為17世紀東方宗教裁判所的重要焦點。
在果阿，宗教裁判所也起訴違反印度教或穆斯林儀式或節慶的人，以及干擾葡萄牙人改變非基督徒信仰的人。 宗教裁判所法將重新皈依印度教、伊斯蘭教和猶太教以及使用土著孔卡尼語和梵語定為刑事犯罪。 儘管果阿宗教裁判所於1812年結束，但葡萄牙基督教統治下對印度教徒的歧視仍在以其他形式繼續存在，例如1705年至1840年實施的Xenddi稅，該稅與吉茲亞類似。 宗教歧視隨著1838年葡萄牙憲法和隨後《果阿民法典》引入世俗主義而結束。